# Islesford Historical Museum and Blue Duck Ships Store
L'Islesford Historical Museum and Blue Duck Ships Store est un musée américain situé dans le comté de Hancock, dans le Maine. Protégé au sein du parc national d'Acadia, il est inscrit au Registre national des lieux historiques depuis le 30 septembre 1980.